# Frescati
 (août 2025).
Si vous disposez d'ouvrages ou d'articles de référence ou si vous connaissez des sites web de qualité traitant du thème abordé ici, merci de compléter l'article en donnant les références utiles à sa vérifiabilité et en les liant à la section « Notes et références ».
Ne doit pas être confondu avec Frascati.
Le frescati est un entremets issu de la grande tradition pâtissière française, introduite à Sète vers 1890,. Il séduit les milieux aisés des négociants et des commerçants qui, au début du siècle, faisaient la fortune de la ville. Il honore depuis toutes les tables familiales en fête, notamment pour célébrer le 25 août la fête de la ville : la Saint Louis.
Ce gâteau d'apparat se compose d'un disque de pâte sablée-sucrée, supportant un biscuit aux raisins blonds, gorgé de rhum, lui-même surmonté d'une épaisse et moelleuse couche de meringue italienne. Un glacé d'un fondant café lui confère son aspect séduisant et bombé, d'une belle couleur mordorée à la croute luisante et sucrée. Ainsi conçu, il se conserve hors froid, et s'est donc adapté aux chaleurs estivales de ce port méditerranéen. Il peut être servi avec un muscat bien frais.